# Słoninko (ładownia kolejowa)
Słoninko – zlikwidowana ładownia kolei wąskotorowej (Białogardzka Kolej Dojazdowa) w Słoninie, w województwie zachodniopomorskim, w Polsce.